# 1224

## Esdeveniments
Països Catalans
- La canònica de Santa Maria aconsegueix independitzar-se de la mitra, però la incertesa perdurarà fins a la signatura dels pariatges[1]

- Expulsats els àrabs de Sicília
- Creació de la Universitat de Nàpols

Resta del món

## Naixements
Països Catalans
Resta del món

## Necrològiques
Països Catalans
Resta del món